# Călmățuiu
Călmățuiu – wieś w Rumunii, w okręgu Teleorman, w gminie Călmățuiu. W 2011 roku liczyła 713 mieszkańców.